# Bussac-Forêt
Bussac-Forêt ist eine französische Gemeinde mit 1.079 Einwohnern (Stand: 1. Januar 2022) im Département Charente-Maritime. Sie gehört zum Arrondissement Jonzac und zum Kanton Les Trois Monts.

## Geographie
Die Gemeinde liegt rund 45 Kilometer nordwestlich von Bordeaux an der Grenze zum Département Gironde. Nachbargemeinden sind:
- Corignac im Norden,
- Chepniers und Montlieu-la-Garde im Nordosten,
- Bedenac im Osten,
- Laruscade im Südosten (Dép. Gironde),
- Saint-Yzan-de-Soudiac im Südwesten (Département Gironde),
- Saint-Savin im Westen (Département Gironde) und
- Donnezac im Nordwesten (Département Gironde).

Das Gemeindegebiet wird von den Wasserläufen im Einzugsgebiet des Flusses Saye, der an der östlichen Gemeindegrenze verläuft, nach Süden entwässert. Im Südosten, größtenteils auf dem Gebiet der Nachbargemeinde Bedenac existiert ein schützenswerter Naturraum, eine sogenannte Zone naturelle d’intérêt écologique, faunistique et floristique (ZNIEFF), das Camp Militaire de Bussac. Hier befand sich früher ein Flugplatz (siehe unter Geschichte).

### Verkehrsanbindung
Bussac-Forêt wird von der Départementsstraße D145 erschlossen, die von Coutras nach Montendre verläuft. Darüber hinaus hat der Ort einen Bahnhof an der Eisenbahnstrecke von Bordeaux nach Saintes.

## Geschichte
Zwei Kilometer südöstlich des Ortes, auf dem Gebiet von Bedenac, befand sich früher der Flugplatz Landes de Bussac, entstanden in den 1920er Jahren. Er hatte anfangs ein Gras-Flugfeld von zirka 600 × 600 m. In der Zeit vor dem Zweiten Weltkrieg wurde er erweitert.
Nach der Besetzung Frankreichs durch die deutsche Wehrmacht 1940 wurde der Flugplatz zeitweise von der Luftwaffe genutzt, die ihn weiter ausbaute. Zwischen September 1942 und April 1943 lagen hier die 1. Staffel und von März bis Juni 1943 die 3. Staffel der Jagdgruppe Ost. Während dieser Zeit der deutschen Besatzung waren auf dem Flugplatz auch Flüchtlinge aus dem spanischen Bürgerkrieg als Fremdarbeiter eingesetzt. Sie waren im Internierungslager Camp des Chaumes in Montendre stationiert. 
Nach dem Krieg wurde der Flugplatz im November 1946 zunächst ein Standort der französischen Luftstreitkräfte mit fliegerischer ziviler Mitnutzung ab Anfang 1947. In den 1950er Jahren wurde das Gelände ein Standort der US-Armee ohne fliegerische Nutzung. Nach Abzug der Amerikaner in den 1960er Jahren wurde der Flugplatz nicht wieder geöffnet. Das Gelände gehört nach wie vor dem Militär.

### Bevölkerungsentwicklung
| Jahr      | 1968 | 1975 | 1982 | 1990 | 1999 | 2006 | 2016 |
| Einwohner | 609  | 702  | 753  | 860  | 872  | 938  | 1023 |

## Sehenswürdigkeiten

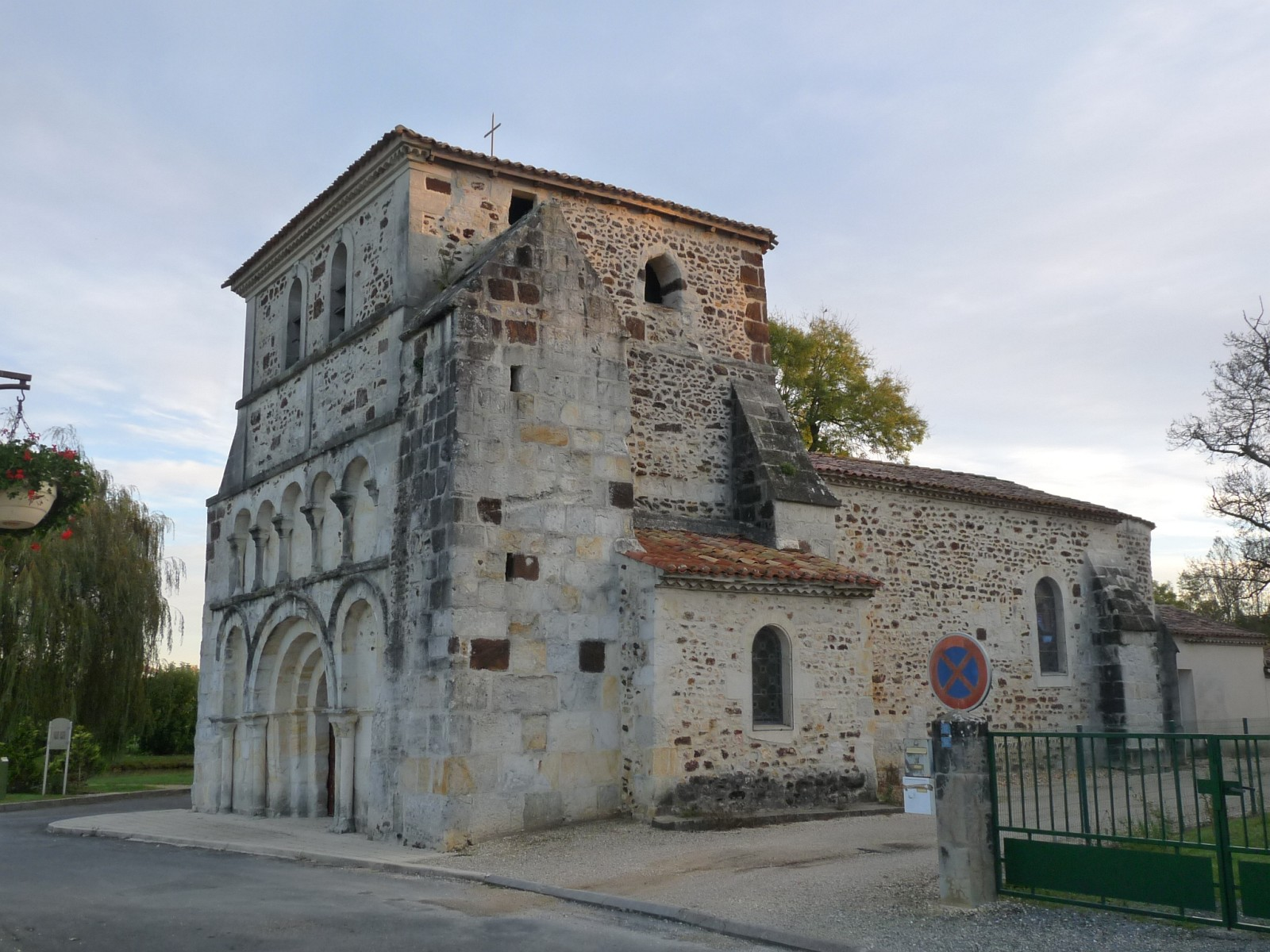
Kirche Notre-Dame

Siehe auch: Liste der Monuments historiques in Bussac-Forêt
- Kirche Notre-Dame, erbaut im 12. Jahrhundert
- Teile des Gemeindegebietes sind als Natura-2000-Gebiet unter dem Code FR5400437 (Landes de Montendre) als Naturschutzgebiet registriert.